# Métro de Toronto
Le métro de Toronto est un réseau ferroviaire desservant la ville de Toronto et, dans une moindre mesure, la ville voisine de Vaughan en Ontario (Canada). Il est exploité par la Toronto Transit Commission (TTC). Ce système de transport en commun rapide est composé de trois lignes de métro classique essentiellement souterraines totalisant 70 stations et 79,6 km de voies en tenant compte des voies de garage (60,6 km en souterrain, 10 km au niveau du sol, 8 km en aérien). De 1985 à 2023, une ligne aérienne de moyenne capacité complétait le réseau.
En 1954, la TTC ouvrait la première ligne de métro souterraine au Canada, alors connue sous le nom de « métro Yonge », sous la rue Yonge entre Union Station et l'avenue Eglinton et comptant douze stations. En 2024, le réseau comprend 70 stations, dont cinq de correspondance entre lignes et presque chacune en correspondance avec des lignes d’autobus ou de tramway. En 2018, plus de 216 millions de voyages sont effectués en métro. Avec 1,58 million de passagers chaque jour en semaine, il s’agit du système de transport en commun rapide le plus achalandé au Canada en termes de passagers. La fréquentation quotidienne dans les jours de semaine est très différente selon les lignes, en 2018 : 794 680 voyages sur la ligne 1, 527 640 sur la ligne 2, 35 090 sur la 3 et 50 150 sur la 4.
La ville de Toronto est également desservie par des lignes de tramway gérées par la TTC et des lignes d'autobus de banlieue gérées par GO Transit.
Le métro de Toronto prend le plus souvent la première place au Canada devant un réseau presque équivalent, celui du métro de Montréal.

## Historique
Dès 1910, un métro avait été recommandé pour Toronto par une firme de consultants. Cependant, une proposition pour une ligne a été défaite lors d'un vote municipal par 11 645 voix contre 8 223 pour[réf. nécessaire].
En 1942, l'ancêtre de la TTC, la Toronto Transportation Commission fait une première proposition de métro à la ville de Toronto recommandant une ligne nord-sud, mais la Seconde Guerre mondiale met en suspens le projet. Le projet est présenté à nouveau au conseil municipal en 1945. Cette fois le vote du 1er janvier 1946 donne une large majorité au projet : 79 935 pour et 8 630 contre. La construction commence donc en septembre 1949.
Le 30 mars 1954, la Toronto Transit Commission (TTC) procède à l'inauguration d'un tronçon de 7,4 km de la première ligne du métro, en remplacement de la ligne du tramway de Toronto la plus chargée de la ville : celle de la rue Yonge. Cette ligne relie Union Station au sud (la gare centrale de Toronto utilisée aujourd'hui surtout par les trains de GO Transit et de Via Rail Canada) avec un terminus suburbain à l’avenue Eglinton. La ligne comprenait alors douze stations, et le voyage en métro durait quatorze minutes, en comparaison de la demi-heure par l'ancien tram.
La seconde ligne est inaugurée en 1966. La construction du réseau continue jusqu'en 1980. Une petite extension de la ligne 1 est mise ne service en 1996. En 2017, la ligne 1 prend sa configuration actuelle.
Les dates de mises en service des différents tronçons de la ligne 1 sont les suivantes : 
| Date de mise en service | Tronçon                                                          |
| 30 mars 1954            | Eglinton - Union (7,4 km, 12 stations)                           |
| 28 février 1963         | Union - St. George (3, 8 km, 6 station)                          |
| 31 mars 1973            | Eglinton - York Mills (4,3 km, 2 stations)                       |
| 30 mars 1974            | York Mills - Finch (4,4 km, 2 stations)                          |
| 28 janvier 1978         | St. George - Wilson (9,9 km, 8 stations)                         |
| 18 juin 1987            | North York Centre (1 station)                                    |
| 31 mars 1996            | Wilson - Sheppard West ex-Downsview, (2,2 km, 1 station)         |
| 17 décembre 2017,       | Sheppard West - Vaughan Metropolitan Centre (8.6 km, 6 stations) |

Les dates de mises en service des différents tronçons de la ligne 2 sont les suivantes :
| Date de mise en service | Tronçon                                                                        |
| 26 février 1966         | Keele - Woodbine (12,9 km, 20 stations)                                        |
| 11 mai 1968             | Keele - Islington (5,5 km, 6 stations), Woodbine - Warden (4,4 km, 3 stations) |
| 22 novembre 1980        | Islington - Kipling (1,5 km, 1 station), Warden - Kennedy (2,8 km, 1 station)  |

La ligne 3 Scarborough Rapid Transit est mise en service dans sa totalité (6,4 km, 6 stations) en mai 1985 et la ligne 4 Sheppard (5,5 km, 5 stations) en novembre 2002. La ligne 3 est finalement fermée en 2023.

### Système léger sur rail
La TTC considère les lignes de train léger comme faisant partie du réseau de métro de Toronto. Les lignes de train léger seront à l'écartement normal (1 435 mm). Ainsi, ils ne seront pas compatibles avec le réseau de tramway, bien que les véhicules se ressemblent.
Le maire David Miller et Adam Giambrone, le Président de la TTC, ont annoncé le 16 mars 2007 un programme ambitieux d'expansion appelé « Transit City » permettant d'améliorer considérablement le transport en commun à Toronto. Le programme comprenait la construction de sept lignes de système léger sur rail d'une longueur totale de 126 km,.
Le gouvernement provincial de l'Ontario avec son agence Metrolinx et la TTC ont acté par un accord le 28 novembre 2012 la construction de quatre lignes de système léger sur rail,,. La Toronto Transit Commission exploitera ces lignes. La ligne (Scarborough RT) sera remplacée par une extension de la ligne 2 du métro. Le projet de ligne Sheppard East semble abandonné au profit d'une extension de la ligne 4 du métro. Toutes les lignes SLR auront un écartement normal (1435 mm) et seront donc incompatibles avec le réseau de tramway actuel (écartement : 1495 mm).
Il y a deux lignes de système léger sur rail à Toronto :
- La ligne 5 Eglinton (également connue sous le nom de   « Eglinton Crosstown LRT » est en cours de construction le long de l'Avenue Eglinton[8].
- La ligne 6 Finch West (également connue sous le nom de « Finch West LRT ») est une ligne de métro léger en construction le long de l'avenue Finch West[8].

## Réseau

### Aperçu général
Le métro de Toronto est composé de trois lignes de transport en commun rapide, désignées par des noms et numérotées 1 à 4 depuis 2014, sont :
- la ligne 1 Yonge-University, 38 stations, la plus longue et la plus fréquentée du système, a été mise en service sous le nom de métro Yonge en 1954 avec une longueur de 7,4 km et depuis lors a atteint une longueur de 40,6 km. Aujourd'hui, la ligne est en forme de U avec deux terminus nord et une boucle à son extrémité sud via la station Union.
- la ligne 2 Bloor-Danforth, 31 stations, 27,1 km, ouverte en 1966, est parallèle à la rue Bloor et à l'avenue Danforth entre les stations Kipling à Etobicoke et Kennedy à Scarborough. Il est prévu de prolonger la ligne 2 vers le nord-est de la gare Kennedy à la gare de Scarborough Centre.
- la ligne 4 Sheppard, cinq stations, a ouvert en 2002 sous l'avenue Sheppard depuis la station Sheppard-Yonge sur la ligne 1 jusqu'au centre commercial Fairview Mall à la station Don Mills et est la ligne de transport en commun rapide la plus courte à Toronto.

| Ligne                               | Caractéristiques                    | Caractéristiques                    | Caractéristiques                    | Caractéristiques                    | Caractéristiques                    | Caractéristiques                         | Caractéristiques                    | Caractéristiques                    | Caractéristiques         |
|                                     | Ligne 1 Yonge-University            | Ligne 1 Yonge-University            | Ligne 1 Yonge-University            | Ligne 1 Yonge-University            | Ligne 1 Yonge-University            | Ligne 1 Yonge-University                 | Ligne 1 Yonge-University            | Ligne 1 Yonge-University            | Ligne 1 Yonge-University |
| Vaughan Metropolitan Centre ⥋ Finch | Vaughan Metropolitan Centre ⥋ Finch | Vaughan Metropolitan Centre ⥋ Finch | Vaughan Metropolitan Centre ⥋ Finch | Vaughan Metropolitan Centre ⥋ Finch | Vaughan Metropolitan Centre ⥋ Finch | Vaughan Metropolitan Centre ⥋ Finch      | Vaughan Metropolitan Centre ⥋ Finch | Vaughan Metropolitan Centre ⥋ Finch |                          |
| ----------------------------------- | ----------------------------------- | ----------------------------------- | ----------------------------------- | ----------------------------------- | ----------------------------------- | ---------------------------------------- | ----------------------------------- | ----------------------------------- | ------------------------ |
| Ouverture / Fermeture 1954 / —      | Longueur 38,8 km                    | Durée —                             | Nb. d’arrêts 38                     | Matériel —                          | Jours de fonctionnement —           | Jour / Soir / Nuit / Fêtes — / — / — / — | Voy. / an —                         | Dépôt —                             |                          |
| Desserte : —                        |                                     |                                     |                                     |                                     |                                     |                                          |                                     |                                     |                          |
| Autre :                             |                                     |                                     |                                     |                                     |                                     |                                          |                                     |                                     |                          |
| Dernière actualisation : —          |                                     |                                     |                                     |                                     |                                     |                                          |                                     |                                     |                          |
|                                     | Ligne 2 Bloor-Danforth              |                                     |                                     |                                     |                                     |                                          |                                     |                                     |                          |
| Kipling ⥋ Kennedy                   |                                     |                                     |                                     |                                     |                                     |                                          |                                     |                                     |                          |
| Ouverture / Fermeture 1966 / —      | Longueur 26,2 km                    | Durée —                             | Nb. d’arrêts 31                     | Matériel —                          | Jours de fonctionnement —           | Jour / Soir / Nuit / Fêtes — / — / — / — | Voy. / an —                         | Dépôt —                             |                          |
| Desserte : —                        |                                     |                                     |                                     |                                     |                                     |                                          |                                     |                                     |                          |
| Autre :                             |                                     |                                     |                                     |                                     |                                     |                                          |                                     |                                     |                          |
| Dernière actualisation : —          |                                     |                                     |                                     |                                     |                                     |                                          |                                     |                                     |                          |
|                                     | Ligne 3 Scarborough                 |                                     |                                     |                                     |                                     |                                          |                                     |                                     |                          |
| Kennedy ⥋ McCowan                   |                                     |                                     |                                     |                                     |                                     |                                          |                                     |                                     |                          |
| Ouverture / Fermeture 1985 / 2023   | Longueur 6,4 km                     | Durée —                             | Nb. d’arrêts 6                      | Matériel —                          | Jours de fonctionnement —           | Jour / Soir / Nuit / Fêtes — / — / — / — | Voy. / an —                         | Dépôt —                             |                          |
| Desserte : —                        |                                     |                                     |                                     |                                     |                                     |                                          |                                     |                                     |                          |
| Autre :                             |                                     |                                     |                                     |                                     |                                     |                                          |                                     |                                     |                          |
| Dernière actualisation : —          |                                     |                                     |                                     |                                     |                                     |                                          |                                     |                                     |                          |
|                                     | Ligne 4 Sheppard                    |                                     |                                     |                                     |                                     |                                          |                                     |                                     |                          |
| Sheppard-Yonge ⥋ Don Mills          |                                     |                                     |                                     |                                     |                                     |                                          |                                     |                                     |                          |
| Ouverture / Fermeture 2002 / —      | Longueur 5,5 km                     | Durée —                             | Nb. d’arrêts 5                      | Matériel —                          | Jours de fonctionnement —           | Jour / Soir / Nuit / Fêtes — / — / — / — | Voy. / an —                         | Dépôt —                             |                          |
| Desserte : —                        |                                     |                                     |                                     |                                     |                                     |                                          |                                     |                                     |                          |
| Autre :                             |                                     |                                     |                                     |                                     |                                     |                                          |                                     |                                     |                          |
| Dernière actualisation : —          |                                     |                                     |                                     |                                     |                                     |                                          |                                     |                                     |                          |

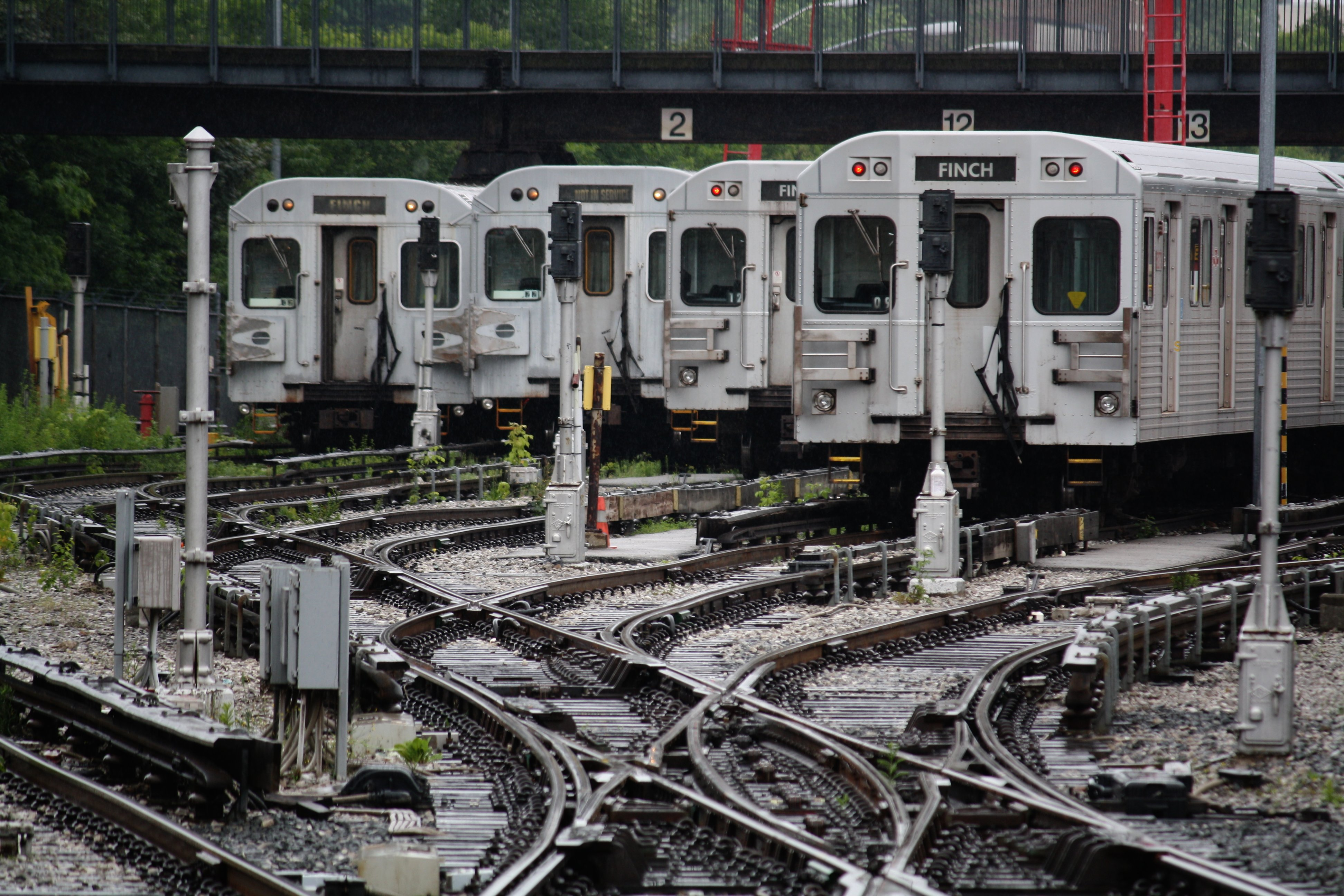
Dépôt du métro à Davisville en 2009.
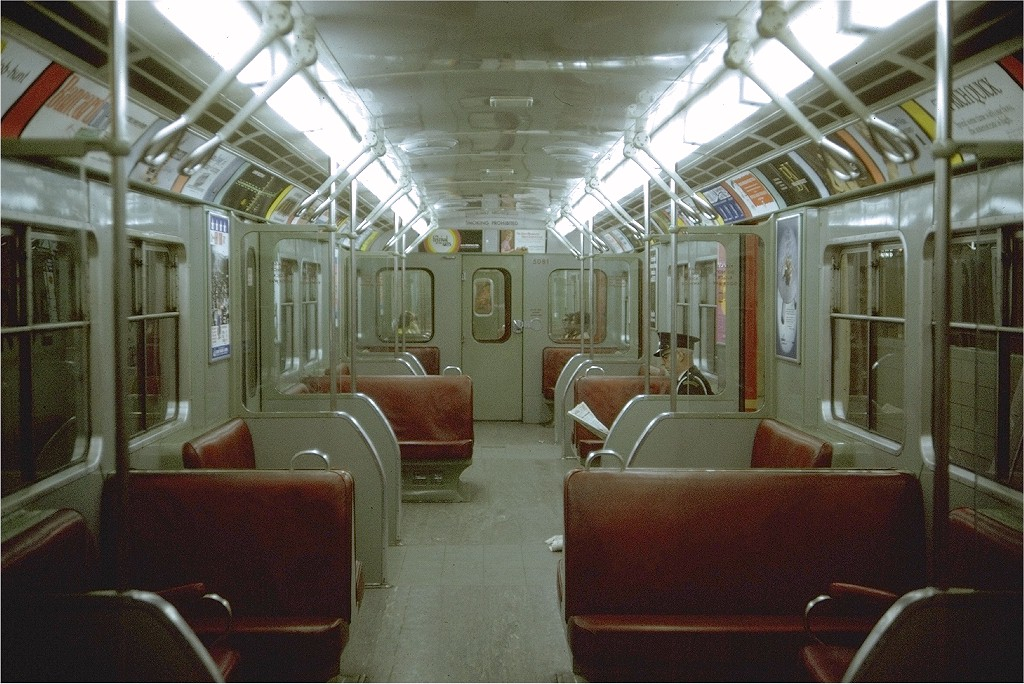
Intérieur d'une des rames d'origine, la série G-1, qui circulèrent de 1954 jusqu'à 1990 (et plus typiquement avec l'éclairage incandescant).
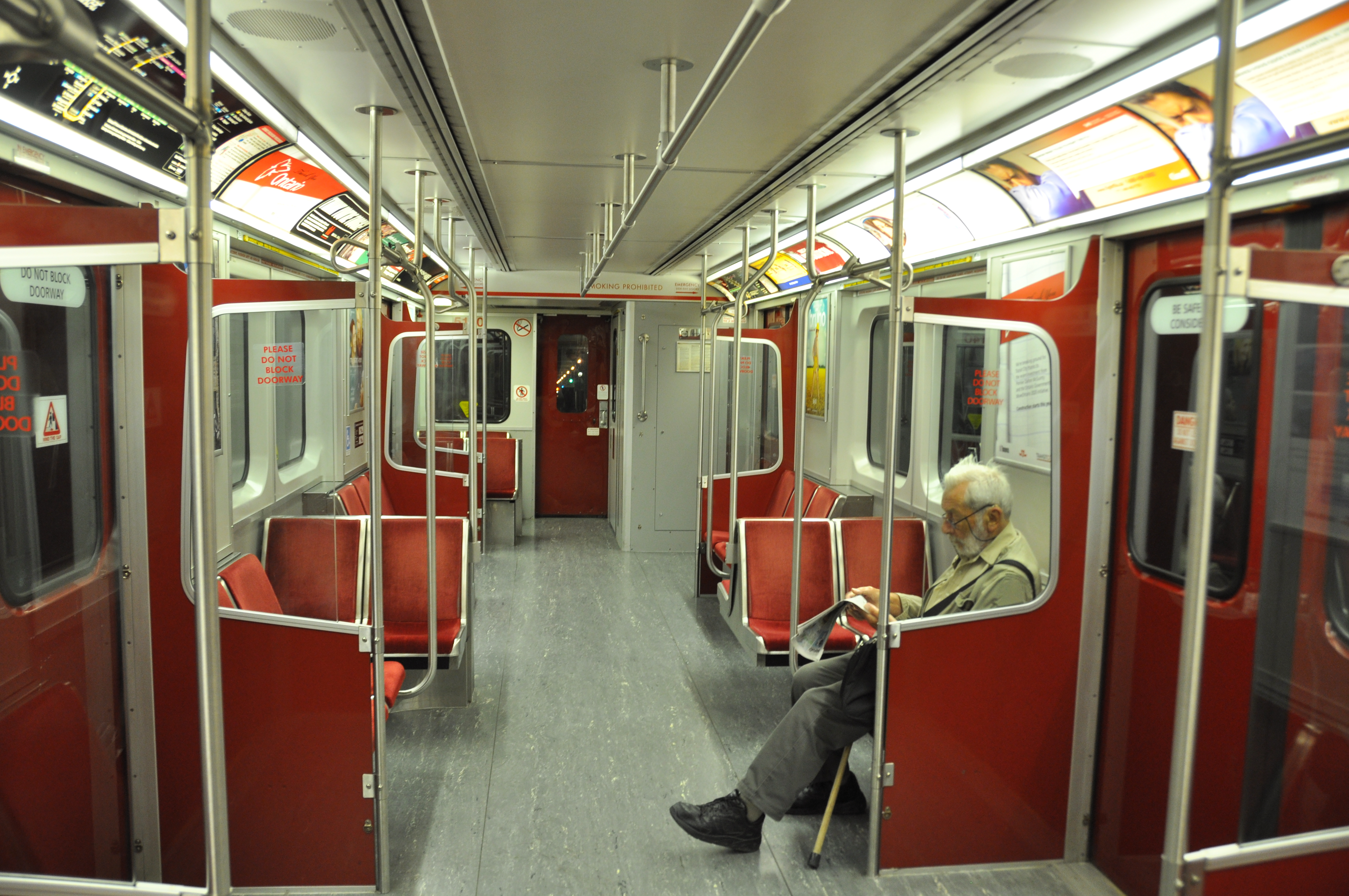
Intérieur des rames série T-1.

### Exploitation
Localement, les lignes 1 Yonge-University, 2 Bloor-Danforth et 4 Sheppard sont appelées les « subways », parce qu'elles sont souterraines dans leur majorité. Une rame de six voitures comporte environ 400 places assises et peut transporter plus de mille personnes pendant les heures de pointe. Il faut toutefois distinguer la ligne courte de 4 Sheppard où les rames n'ont que quatre voitures.
Les voies des trois lignes traditionnelles du métro de Toronto ont un écartement particulièrement inhabituel, 1,495 m et donc supérieure de 6 cm à l'écartement normal de 1,435 m.
Cette solution, héritée de l'origine du réseau de tramway. On estime généralement que ce choix a été fait, à la fois parce que l'écartement de 1,435 m n'était pas encore devenu l'écartement normal des chemins de fer, mais également parce que cela évitait radicalement la circulation des trains des grandes compagnies dans les rues de la ville. C'est le même type de considérations qui a amené la ville de Paris à adopter un gabarit réduit pour son métro.

### Anciennes lignes
De 1985 à 2023, une quatrième ligne de métro compose le réseau de métro de Toronto, soit la ligne 3 Scarborough Rapid Transit (ou ligne 3 Scarborough RT), une ligne ferroviaire aérienne de capacité moyenne (métro léger) constituée de six stations et desservant le quartier de banlieue éponyme de la ville. Elle a été mise en service en 1985 entre la station Kennedy et la station McCowan. Cette ligne utilise la technologie ICTS (Intermediate Capacity Transit System). En raison de difficultés d'entretien, la ligne 3 est remplacée par des autobus en 2023 pour être éventuellement démolie. Une extension de la ligne 2 jusqu'à Scarborough Centre devrait remplacer le service de bus en 2030. Le 24 juillet 2023, la TTC ferme définitivement la ligne après un déraillement de train.
La ligne 3 Scarborough RT est nommée localement le « Scarborough RT » (« Rapid Transit ») ou simplement le « RT ». Elle se situe en partie au niveau du sol, et en partie en aérien ; elle emploie des trains légers dont quatre voitures ne comportent que 120 places assises. Ils sont actionnés par des moteurs linéaires ; la conduite est automatique, mais un opérateur est présent avec la fonction de serrer un bouton de marche à chaque station.
Contrairement aux autres lignes du réseau, la ligne 3 Scarborough avait un écartement normal de 1,435 m.

## Infrastructure

### Matériel roulant
| Série               | Constructeur                                  | Livraison | Suppression | Nombre de voitures fabriquées | Nombre de voiture par train | Alimentation                | Ligne desservie | Illustration |
| ------------------- | --------------------------------------------- | --------- | ----------- | ----------------------------- | --------------------------- | --------------------------- | --------------- | ------------ |
| G                   | Gloucester Railway Carriage and Wagon Company | 1953-1959 | 1990        | 140                           | 4 à 8                       | 3ème rail                   |                 |              |
| M                   | Montreal Locomotive Works                     | 1961-1962 | 1999        | 36                            | 6                           | 3ème rail                   |                 |              |
| H                   | Hawker Siddeley                               | 1965-1966 | 2014        | 592                           | 6                           | 3ème rail                   |                 |              |
| S                   | Urban Transportation Development Corporation  | 1983-1986 | 2023        | 28                            | 2 à 4                       | Moteur à induction linéaire |                 |              |
| T (T1)              | Bombardier                                    | 1995-2001 | en service  | 372                           | 6                           | 3ème rail                   |                 |              |
| Toronto Rocket (TR) | Bombardier                                    | 2009-2015 | en service  | 480                           | 6 (Ligne 1) 4 (Ligne 4)     | 3ème rail                   |                 |              |

Les premières voitures ont été commandées à la Gloucester Railway Wagon and Carriage Company d'Angleterre, centinitialement livrés en 1953-1954 et quarante autres voitures commandées plus tard, livrés entre 1954 et 1959. C'étaient des voitures en acier pesant en moyenne 38 140 kg et mesurant 17,4 m de long. Six voitures avaient des carrosseries en aluminium et avaient un poids moyen de 33 300 kg. Ces premiers véhicules pouvaient être exploités en formation jusqu'à huit véhicules.
Tous les achats ultérieurs furent des voitures en aluminium construites au Canada mesurant 22,7 m de long et pesant de 25 500 à 31 000 kg. L'expérience d'exploitation de ces voitures indique d'importantes économies en capital, en frais d'exploitation et de maintenance. La TTC a ouvert la voie aux voitures en aluminium de 23 m pour le transport en commun rapide en Amérique du Nord. La première commande pour les voitures de cette nouvelle conception a été signé avec Montreal Locomotive Works qui a construit 36 voitures pour la ligne University, livrées en 1962-1963. Ce sont les premières voitures de métro construites au Canada. Les 466 voitures suivante ont été construites par Hawker Siddeley Canada Limited à Thunder Bay, livrées entre 1965 et 1979. Les voitures sont couplées de façon semi-permanente par paires pour former des unités à deux voitures avec une cabine de conduite à chaque des extrémités du train. Elles peuvent être exploitées en différentes longueurs de train jusqu'à un maximum de six véhicules.
Cette flotte fut complétés par les 126 véhicules UTDC-CanCar (véhicules RT75 H6), livrés entre 1986 et 1989, qui remplacèrent les véhicules de la Gloucester Company, retirés en 1990. Ces véhicules ne furent pas équipés d'automatismes de conduite.
La flotte actuelle du métro de Toronto se compose de 848 véhicules,, exploités en formation de six véhicules pour les lignes 1 et 2, de quatre véhicules pour la ligne 4. Les deux séries de véhicules actuellement en exploitation furent construites par Bombardier. Il s'agit des 372 véhicules du modèle T-1 livrés entre 1995 et 2001 et des 480 véhicules du modèle Toronto Rocket livrés entre 2010 et 2017. Ces nouveaux véhicules remplacèrent les trente-six véhicules de la Montreal Locomotive Works retirés en 1999, les véhicules de la Hawker Siddeley Canada Limited étant retirés en plusieurs étapes entre 1999 et 2013. Les 126 véhicules UTDC-CanCar furent retirés en 2014.
En décembre 1992, la TTC commande à Bombardier 216 véhicules (36 trains de six véhicules) du modèle T-1. En mai 1998, la TTC commanda à Bombardier 156 véhicules complémentaires (308 millions $ CA). Les voitures de la série T-1 roulent sur la ligne 2 du métro en formation de six véhicules. La TTC prévoit le remplacement de ces trains à partir de 2023, la durée de vie de ces véhicules étant estimée à trente ans.
La TTC a commandé en décembre 2006 la construction de trente-neuf rames de trois doublets (six voitures) modèle Toronto Rocket à Bombardier (548 millions $ CA), non sans contestation du fait de l'absence d'appel d'offres. Ces véhicules sont avec intercirculation des voyageurs, système électronique d'information des voyageurs, vidéosurveillance. D'autres commandes complémentaires à ce contrat de base furent signés. Celle de mai 2010 concerne 31 trains de trois doublets (six véhicules) (option 1A, 21 trains (295 millions $) et 1B, 10 trains (230 millions $)),. En mars 2014, une option sur 10 rames à six caisses est levée pour Can$176 millions. Les véhicules de la série Toronto Rocket roulent sur les lignes 1 et 3 du métro, 76 trains de six véhicules sur la ligne 1 et 6 trains de quatre véhicules sur la ligne 4.
Sur la ligne Scarborough circulent 14 trains de 2 véhicules  (UTDC-Bombardier) équipés de la conduite automatique Seltrac.

### Automatismes et signalisation
Une signalisation latérale par blocs fixes est utilisée pour tout le système de métro depuis l'ouverture du premier métro de Toronto en 1954. La signalisation par bloc fixe est utilisée sur la majeure partie de la ligne 1 et sur toute la longueur des lignes 2 et 4. Parallèlement à la signalisation automatique, utilisée pour empêcher les collisions de trains, des signaux de verrouillage sont utilisés pour empêcher les collisions sur les croisements de voies,.
La ligne 3  Scarborough a été équipée depuis le début d'un contrôle automatique des trains, utilisant le même système SelTrac IS que le SkyTrain de Vancouver, ce qui signifie qu'elle pourrait être exploitée de manière automatique. Cependant, un opérateur est présent à bord de chaque train pour surveiller les mouvements de passagers en stations.
Le métro se dota d'un SCADA Transdyn Controls mis en place dans les années 1999-2002. En 2001, la TTC sélectionna Alcatel pour son système de contrôle de vitesse des trains.
La conception de la signalisation de la plus récente ligne, la ligne 4 Sheppard, inaugurée en 2002, resta encore relativement classique.
En septembre 2008, un contrat pour une nouvelle signalisation latérale fut signée par la filiale nord-américaine d'Ansaldo STS, US&S.

#### Le programme CBTC
C'est dès 1995 que la TTC lança un programme pour installer un système moderne d'automatismes pour le métro, en particulier pour une première implantation sur la ligne 4 Sheppard en construction. Cinq sociétés furent invités à montrer les capacités de leurs systèmes. Aucune suite immédiate ne fut donnée à ces expérimentations.
À partir de 2007, la TTC réengagea un processus de réflexion sur l'opportunité du nouveau système. En avril 2009, la TTC a attribué un contrat à Alstom pour moderniser le système de signalisation de la section existante de la ligne 1 Yonge University Spadina, avec un contrôle des trains basé sur les communications radios (CBTC), à partir de 2012. Le contrat fut modifié à plusieurs reprises, en particulier pour inclure l'extension TYSSE (Toronto-York Spadina Subway Extension). Ce projet de contrôle automatique des trains devait coûter 562 millions de dollars, dont 424 millions de dollars financés par Metrolinx. Avec l'Automatic Train Control, la TTC espère réduire la distance entre les trains de 2,5 minutes à 2 minutes pendant les heures de pointe, et permettre une augmentation de 25% du nombre de trains, jusqu'à 32 trains par heure, circulant sur la ligne.
Mais les délais pour la conversion complète de la ligne 1 ont été repoussés à 2016 puis à 2017. La première section du système ATC-CBTC «Urbalis 400» sur la ligne 1 a été mise en service le 17 décembre 2017 sur l’extension, entre Sheppard West et les stations Vaughan. En décembre 2018, le système a été étendu au sud, de Sheppard West à Dupont. Encore une fois repoussé, le système devait couvrir toute la ligne d'ici 2019 mais ne le sera pas. Il est désormais prévu que l'ATC-CBTC soit entièrement déployé par phases sur le reste de la ligne 1 d'ici 2022. La TTC prévoit ensuite de convertir la ligne 2 en ATC-CBTC d'ici 2030 sous réserve de la disponibilité de fonds.
Une fois l'ATC activé, il serait possible d'installer des portes palières en stations car l'ATC permettrait aux trains de s'arrêter à une position précise le long de la plate-forme et d'aligner les portes des trains avec les portes palières. Le coût d'installation des portes de quai à toutes les stations des lignes 1, 2 et 4 pourrait coûter plus d'un milliard de dollars.
Les avantages des portes palières sont :
- bloquer les tentatives de suicide ou d'intrus sur les voies : il faut 70 à 90 minutes pour reprendre les opérations à chaque fois qu'il y a un incident en voie,
- élimination des incendies lors de débris tombant sur les voies avec le troisième rail,
- permettre aux trains d'entrer dans les stations bondées à grande vitesse, accélérant ainsi le service le long de la ligne.

## Construction et projets

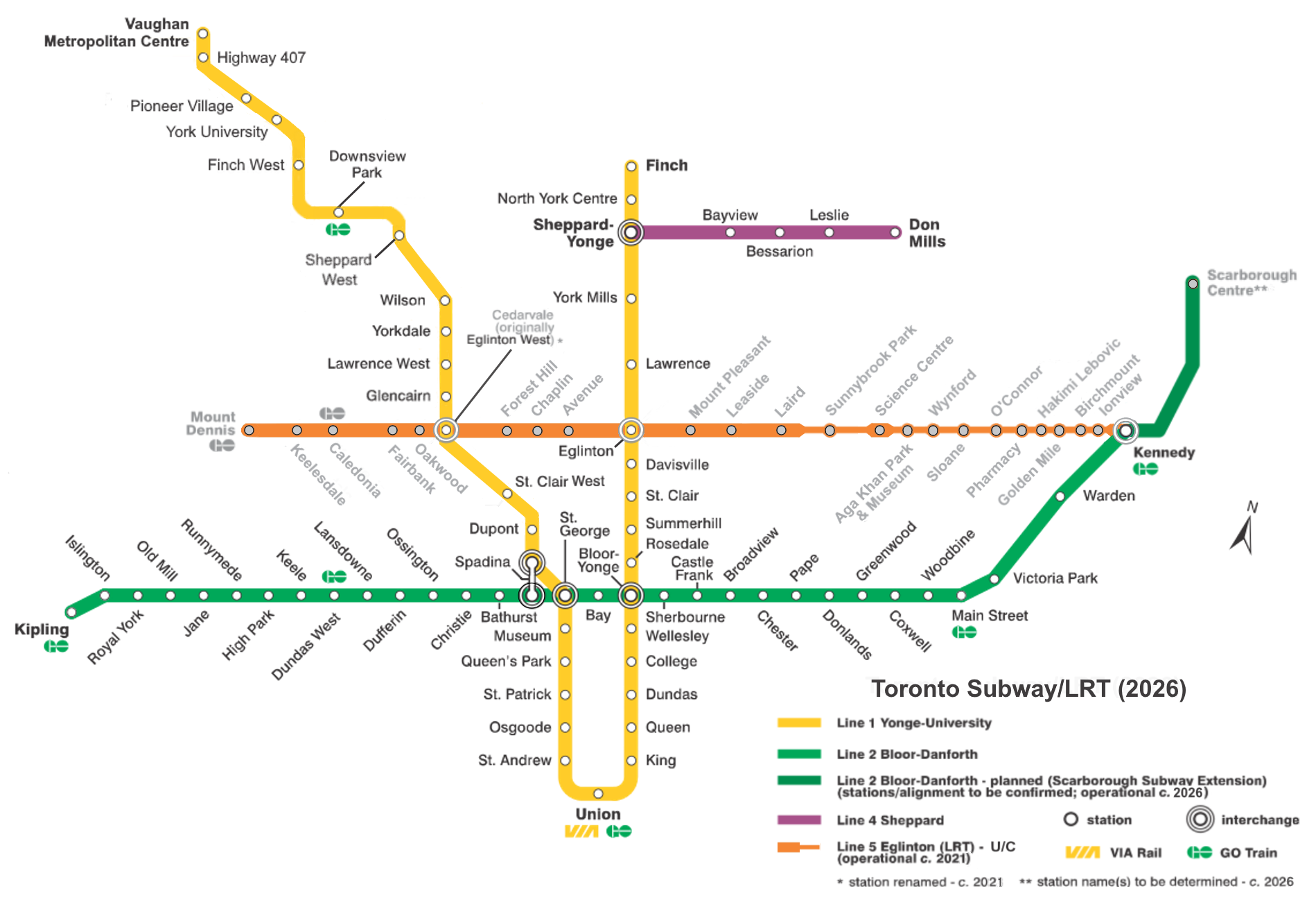
Plan du réseau prévu en 2026.

Le gouvernement fédéral, la ville de Toronto et la TTC ont décidé en mars 2008 un important programme d'amélioration et de développement du réseau.

### En construction

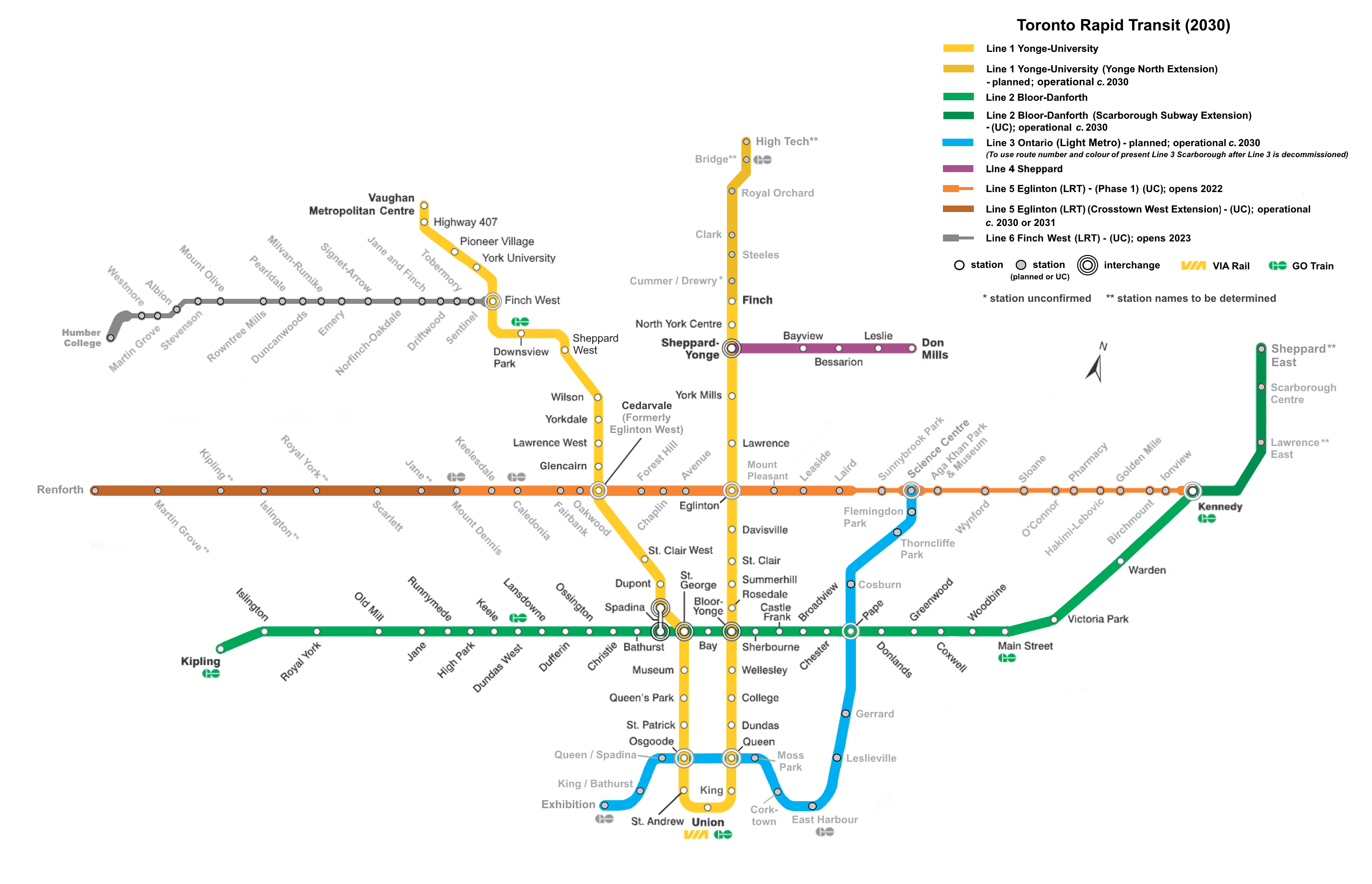
Plan du réseau prévu en 2030.

La ligne 5 Eglinton (également connue sous le nom de « Eglinton Crosstown LRT ») est une ligne de pré-métro en cours de construction depuis 2011 pour une mise en service en 2022. La ligne sera longue de 19 km et ira le long de l'Avenue Eglinton. La section entre la Black Creek Drive et l'Avenue Brentcliffe Avenue (10 km) sera souterraine. De l'Avenue Brentcliffe jusqu'à la station Kennedy la ligne sera en site propre au milieu de l'Avenue Eglinton. Il y aura 15 stations souterraines et 10 stations en surface. Pour l'exploitation de cette ligne, Metrolinx a commandé les véhicules de type Flexity Freedom à Bombardier. Ces voitures seront bidirectionnelles,.
La ligne 6 Finch West (également connue sous le nom de « Finch West LRT ») est une ligne de métro léger en construction depuis 2019 pour une mise en service en 2023. La nouvelle ligne sera longue de 11 km et ira le long de l'avenue Finch West entre Humber College et la station de métro Finch West. Elle comptera 18 stations, dont les deux stations terminales seront souterraines, tandis que les autres seront des arrêts au niveau du sol situés dans la médiane de la route,. La ligne Finch West est la propriété de Metrolinx et sera exploitée par la Toronto Transit Commission incluant un contrat de maintenance sur 30 ans qui a été confié au groupe Mosaic Transit. C'est le système de contrôle des trains CBTC SelTrac de la société Thales qui a été choisi pour équiper la ligne.
La ligne Ontario (nouvelle ligne 3) est un projet de métro automatique en cours de construction depuis 2023 pour une mise en service en 2031. Elle reliera les stations Exhibition et Science Centre sur un trajet de 15,6 km à travers le centre-ville de Toronto. Il y aura 15 stations. Son objectif est de réduire la congestion sur le réseau existant en offrant un itinéraire alternatif aux voyageurs. Contrairement aux lignes de métro existantes, la ligne aura recours à un matériel à capacité intermédiaire et à l'écartement standard de 1 435 mm.
Une autre ligne légère sur rail, le train léger Hurontario, est en construction, mais sera située à Mississauga, une ville voisine de Toronto et ne fera à proprement parler pas partie du réseau du métro de Toronto.